# 最高統帥部 (烏克蘭)
烏克蘭武裝部隊最高統帥部是乌克兰各军种、执法部门與其他各類部門的最高指挥與控制机构，是乌克兰武装部队的一部分，依據2022年2月24日《第72/2022号乌克兰总统令》設立。

## 背景

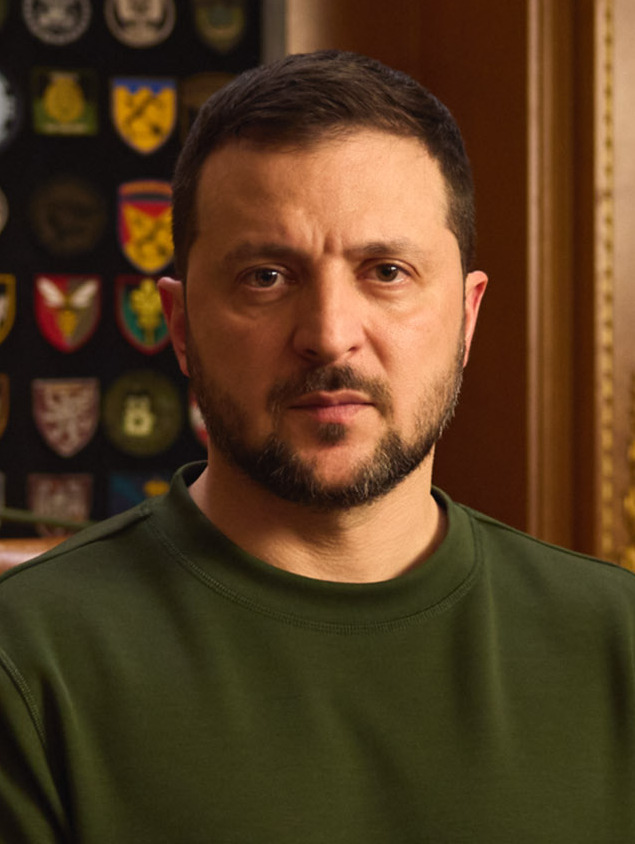
烏克蘭武裝部隊最高統帥部主席弗拉基米尔·泽连斯基（烏克蘭總統兼）

在俄羅斯與烏克蘭局勢持續緊張的情況下之后，俄罗斯联邦於2022年2月24日入侵烏克蘭，使乌克兰跟俄罗斯，以及從乌克兰國土內被俄罗斯分裂出來的地區顿涅茨克、卢甘斯克的武装部队之间爆發全面戰爭，俄罗斯使用导弹與炸弹等武器殺害平民及轟炸核電廠等民用設備。
作为对敌对行动的回应，烏克蘭總統弗拉基米尔·泽连斯基在全國實施戒严。敌军與烏克蘭軍隊进行了一天的激战後已深入烏克蘭境内，對烏克蘭进行空袭並空降烏克蘭領土，為烏克蘭军队與政府造成了严重和困难的局面。
为最佳化乌克兰軍隊、执法机构和其他各類部門的管理和协调，最高統帥部於2022年2月24日依據总统令設立，其中澤連斯基本人自任主席，其他成員包括總理杰尼斯·什米加尔、外交部長德米特里·库列巴、國防部長阿列克謝·列茲尼科夫、國家安全局局長伊萬·巴卡諾夫與邊防局局長謝爾蓋·傑伊涅科等人。

## 最高統帥
根据《烏克蘭武裝部隊法》（Про Збройні Сили України）第7条，在特殊时期，乌克兰总统作为乌克兰武装力量的最高统帅，可以通过最高统帅部领导武装力量和其他军事编队。